# Mar Elias Universität
Die Mar Elias Universität ist eine multireligiöse Hochschule in Nazareth in Israel. Sie ist die erste arabisch-christlich-israelische Universität im Heiligen Land.

## Geschichte
Die Universität, die im Oktober 2003 ihren Lehrbetrieb als Zweig der University of Indianapolis (USA), aufnahm, hat 2009 eine umfassende Lizenz als Universität durch den Rat für höhere Bildung in Israel erhalten.
Die Universität wurde von dem melkitischen Erzbischof von Galiläa, Elias Chacour, initiiert. Er hatte schon zuvor 1982 die „Bar Elias Educational Institutions“, ein Bildungszentrum mit weiterführenden Schulen, gegründet, das – Stand 2001/02 – von fast 4.000 Schülern besucht wurde. Diese Ausbildungsinstitutionen sollen ebenso wie diese Universität dem Frieden und der Versöhnung zwischen den Bevölkerungsgruppen in Israel dienen.

## Organisation
Die Hochschule begann ihre Lehrbetrieb mit 71 Studenten und soll auf eine Stärke von 3000 Studenten ausgebaut werden. An der Universität sind christliche, muslimische und jüdische Studenten aus dem In- und Ausland eingeschrieben. Die Fakultäten sind interkonfessionell zusammengesetzt. Das gemeinsame Studium soll einen Beitrag zur Integration, Versöhnung und Frieden zwischen den Religionen leisten. 
Die Hochschule ist Teil der „Mar Elias Educational Institutions“ (MEEI). Der Campus der Hochschule wurde 2009 von Iʿbillin nach Nazareth verlegt.

## Studiengänge
- Umweltwissenschaften
- Informatik
- Kommunikations- und Medienwissenschaften